# José Revilla Calvo
José Revilla Calvo (Lima, 22 de septiembre de 1928-San Salvador, 15 de junio de 2013) fue un ingeniero civil peruano, afincado en El Salvador. Fue el artífice de diversas obras de ingeniería civiles y religiosas en El Salvador. Miembro del Opus Dei, comenzó la labor apostólica en América Central, donde fue el primer laico en llegar a Centroamérica.

## Biografía
Nació en Lima, en el seno de una familia numerosa. Era el quinto de dieciséis hermanos. Tras completar sus estudios en Ingeniería civil se trasladó a Estados Unidos en busca de oportunidades laborales. Primero se instaló en Miami, y posteriormente en Chicago (1950), donde conoció la labor del Opus Dei (1953) y se incorporó ese mismo año. Tras una breve estancia en México, el 14 de febrero de 1954 se instaló en Guatemala, para trabajar en la municipalidad de Guatemala. Previamente tuvo que convalidar sus estudios de Ingeniería en la Universidad San Carlos (1955). Consiguió por oposición la cátedra de cálculo estructural en la Facultad de Ingeiría de dicha universidad. Fue el primer fiel laico del Opus Dei en Guatemala, donde la labor apostólica había comenzado el año anterior.
En 1963 se instaló definitivamente en El Salvador, donde permaneció el resto de su vida, trabajando en la empresa constructora Simán. Desde allí realizó múltiples obras de ingeniería civil: carreteras, puentes, iglesias y colegios.
Falleció en la capital salvadoreña, a los 84 años, el 15 de junio de 2013.